# لیونل جاستیر
لیونل جاستیِر (به انگلیسی: Lionel Justier؛ زادهٔ ۳۱ اوت ۱۹۵۶ – درگذشتهٔ ۱۲ آوریل ۲۰۲۵) بازیکن فوتبال اهل فرانسه بود.

## سوابق باشگاهی
از جمله باشگاه‌هایی که وی در آنها بازی کرده‌است، می‌توان به باشگاه فوتبال نیم المپیک، باشگاه فوتبال پاریس، باشگاه فوتبال استاد برستوا ۲۹ و باشگاه فوتبال پاری سن ژرمن اشاره کرد.
وی همچنین در تیم‌ ملی فوتبال زیر ۲۱ سال فرانسه بازی کرده‌است.

## درگذشت
جاستیر در ۱۲ آوریل ۲۰۲۵، در سن ۶۸ سالگی درگذشت.